# Romedius
Svatý Romedius (též Remedius, někdy označován za blahoslaveného; životní data nejistá) je oblíbený tyrolský světec. Podle legendy pocházel ze šlechtického rodu z Thauru u Innsbrucku a svůj majetek měl darovat kostelům v Augšpurku a Tridentu. Poté se vydal na pouť do Říma se svými dvěma průvodci. Na zpáteční cestě jeho koně zardousil medvěd, a protože Romedius nechtěl jít pěšky, osedlal ho. V údolí Val di Non poblíž města Sanzeno žil po zbytek svého života jako poustevník.

## Romediův kult

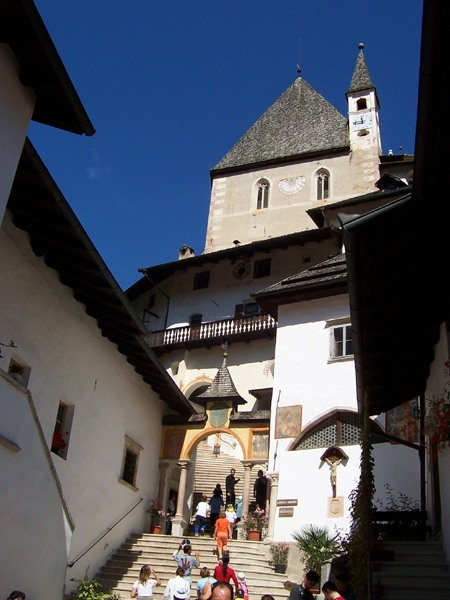
Klášter San Romedio v údolí Val di Non (Itálie, Autonomní provincie Trento), stojí na údajném místě Romediovy poustevny

Svatý Romedius byl v Tyrolsku ctěn od 12. století. V Nonsbergu a Sulzbergu vzniklo laické Bratrstvo svatého Romedia. Patronátní právo svatyně získali Thunové roku 1514 od papeže Lva X. . Thunové si později dali postavit ve svém choltickém zámku barokní  kapli sv. Romedia. Za jejího stavitele je považován Ital Rossi de Lucca, ale je to nejisté. Projektantem byl možná sám hrabě Romedius Konstantin Thun

## Ikonografie
Romedius je zobrazován v plášti poutníka, s kloboukem, holí, mošnou, lahví a poutnickou mušlí na oděvu, také může mít v ruce růženec.  Na oltářních obrazech tridentské diecéze mívá ještě její znak: skřížené klíče. V epických scénách se objevuje osedlaný medvěd, na kterém někdy Romedius jede.